# Estret de Madura
L'estret de Madura és una banda d'aigua que separa les illes indonèsies de Java i Madura. Es troben en aquest estret les illes de Kambing, Giliraja, Genteng i Ketapang.
El pont de Suramadu, que és el més llarg d'Indonèsia, supera aquest estret unint Surabaya (a Java) i Bangkalan a Madura.